# 데이비드 해클
데이비드 해클(영어: David Hackl, 1963년 2월 7일 ~ )은 캐나다의 영화 감독이다. 쏘우 시리즈의 제작자, 5편의 감독으로 알려져 있다.